# Tuva Norbye
Tuva Norbye (Oslo, 26 agosto 1996) è una sciatrice alpina norvegese.

## Biografia
Figlia di Vibeke Hoff e sorella di Kaja, a loro volta sciatrici alpine, e attiva dal dicembre del 2011, la Norbye ha esordito in Coppa Europa il 23 novembre 2013 a Levi in slalom gigante (55ª). Dalla stagione 2015-2016 alla stagione 2018-2019 ha gareggiato prevalentemente in Nor-Am Cup, dove ha esordito il 24 novembre 2015 a Jackson Hole in slalom speciale, subito ottenendo il primo podio (3ª), e ha colto la prima vittoria il 4 gennaio 2019 a Calgary in slalom parallelo. Il 21 dicembre 2019 ha conquistato il primo podio in Coppa Europa, a Plan de Corones in slalom parallelo (3ª); ha debuttato in Coppa del Mondo il 17 ottobre 2020 a Sölden in slalom gigante, senza completare la prova. È inattiva dal marzo 2021; non ha preso parte a rassegne olimpiche o iridate.

## Palmarès

### Coppa Europa
- Miglior piazzamento in classifica generale: 9ª nel 2020
- 1 podio:
  - 1 terzo posto

### Nor-Am Cup
- Miglior piazzamento in classifica generale: 5ª nel 2019
- 9 podi:
  - 1 vittoria
  - 2 secondi posti
  - 6 terzi posti

#### Nor-Am Cup - vittorie
| Data           | Località | Paese  | Specialità |
| -------------- | -------- | ------ | ---------- |
| 4 gennaio 2019 | Calgary  | Canada | PR         |

Legenda:

PR = slalom parallelo

### Campionati norvegesi
- 3 medaglie:
  - 1 argento (slalom speciale nel 2015)
  - 2 bronzi (supercombinata nel 2013; slalom speciale nel 2014)